# Giacomo Palombella
Giacomo Palombella (ur. 19 stycznia 1898 w Acquaviva delle Fonti, zm. 31 stycznia 1977) – włoski duchowny rzymskokatolicki, w latach 1946-1951 biskup Muro Lucano, 1951-1954 biskup Teano-Calvi, 1954-1974 arcybiskup Matera.

## Życiorys
Święcenia kapłańskie przyjął 24 lutego 1923. 14 marca 1946 został mianowany biskupem Muro Lucano. Sakrę otrzymał 19 maja 1946. 3 stycznia 1951 otrzymał nominację na biskupa Tano-Calvi. 2 lipca 1954 objął stolicę arcybiskupią Matery. 12 czerwca 1974 przeszedł na emeryturę. Zmarł 31 stycznia 1977. Brał udział we wszystkich czterech sesjach Soboru Watykańskiego II.